# Недобитков, Иван Архипович
Иван Архипович Недобитков — (1926 — 30 января 1988) — передовик советского сельского хозяйства, комбайнёр совхоза «Енисейский» Минусинского района Красноярского края, Герой Социалистического Труда (1966).

## Биография
Родился в 1926 году в деревне Покровка, ныне Алтайского края в семье крестьянина. В 1930 году вся семья переехала в совхоз «Енисейский» в Минусинский район Красноярского края. Поселились на 2-й ферме, ныне посёлок Суходол.
С 1942 года начал свою трудовую деятельность, стал работать на тракторе. Шла Великая Отечественная война и подростки шестнадцатилетнего возраста были опорой для трудового тыла советского народа. В ноябре 1943 года призван в ряды Красной Армии. С сентября 1944 года находился в составе 4-го стрелкового полка 98-й стрелковой дивизии. Участвовал в боях на 1-м Украинском фронте. Был ранен. После войны завершил обучение в танковом училище и до 1950 года проходил службу.
После демобилизации вернулся в совхоз «Енисейский». Стал трудиться механизатором широкого профиля. Одним из первых на косовице стал применять широкозахватные жатки. В 1963 году скосил и убрал урожай на площади 750 гектаров, штурвальным у него была его супруга — Екатерина Васильевна. В следующем году был убран хлеб на 600 гектарах и первым в крае намолотил 10000 центнеров на одном комбайне.
21 января 1966 года представлен на соискание звания Героя Социалистического Труда решением № 27 заседания бюро Красноярского крайкома КПСС. Указом Президиума Верховного Совета СССР от 23 июня 1966 года за успехи достигнутые в увеличении производства и заготовок пшеницы, ржи, гречихи, риса и других зерновых и кормовых культур и высокопроизводительном использовании техники Ивану Архиповичу Недобиткову присвоено звание Героя Социалистического Труда с вручением ордена Ленина и золотой медали «Серп и Молот»..
В дальнейшем продолжил работать в сельском хозяйстве, достигал высоких производственных результатов. Неоднократно награждался государственными наградами. Лауреат Государственной премии СССР 1976 года. Делегат XXV съезда КПСС. Член крайкома партии. Последние годы жизни проживал и работал в городе Минусинске. Трудился механиком-контролёром в мастерской по ремонту комбайнов объединения «Сельхозтехника».
Умер в Минусинске 30 января 1988 года.

## Награды
За трудовые и боевые успехи удостоен:
- золотая звезда «Серп и Молот» (23.06.1966)
- два ордена Ленина (23.06.1966, 13.012.1972)
- Орден Октябрьской Революции (08.04.1971)
- Орден Отечественной войны II степени (11.03.1985)
- Орден Трудового Красного Знамени (11.12.1973)
- Орден Трудовой Славы III степени (30.03.1978)
- Медаль "За боевые заслуги" (16.04.1945)
- Медаль «За трудовую доблесть» (18.06.1952)
- другие медали.
- Государственная премия СССР (1976)
- Заслуженный механизатор сельского хозяйства РСФСР (21.09.1972)
- Почётный гражданин Минусинского района (1972).